# Wendy Iram
 (mai 2019).
Wendy Iram, née le 8 mars 2002, est une haltérophile mauricienne.

## Carrière
Wendy Iram est médaillée de bronze aux Championnats d'Afrique 2017 dans la catégorie des moins de 90 kg.